# Ypsilanti, Michigan
Ypsilanti är en ort i Washtenaw County i delstaten Michigan, USA.